# Нокшино (Шекснинский район)
Нокшино — деревня в Шекснинском районе Вологодской области.
Входит в состав сельского поселения Любомировского, с точки зрения административно-территориального деления — в Любомировский сельсовет.
Расстояние по автодороге до районного центра Шексны — 41 км, до центра муниципального образования Любомирово — 6,1 км. Ближайшие населённые пункты — Гуласиха, Думино, Котово.
По переписи 2002 года население — 5 человек.